# Ремонт води
Ремонт води — київський рок-гурт. З початку 1990-х існував як аматорський проект і назву «Ремонт води» отримав тільки в 2001 році. Склад, сформований до того часу, лишається незмінним. Лідером групи є ексцентричний український мільйонер Володимир Костельман, президент компанії «Fozzy Group», в яку входять супермаркети «Сільпо», оптові гіпермаркети Fozzy, магазини біля дому «Фора» і «Бумі», аптеки, Ніжинський консервний завод, птахофабрика «Варто» і кілька київських ресторанів.

## Творчість
Творчість гурту отримує неоднозначні оцінки. З одного боку у вузьких творчих колах музиканти визнані і популярні, з іншого боку – широкої масової популярності вони не мають, ЗМІ часто називають їхню творчість неформатною. Наприклад, на музичні телеканали потрапив тільки один з кліпів гурту на пісню «Свобода».
Авторство текстів, музики і сценаріїв кліпів належить самим музикантам. Режисером ж кліпів незмінно виступає Андрій Новосьолов.
Перший альбом «Восьмий непарний» вийшов 2004 року разом з відео на пісню «Подруга», що входить в нього. Після цього в тому ж році були зняті ще два кліпи на пісні з цього альбому: «Циферблат» та «Свобода». «Свобода» ненадовго потрапила в ротацію музичних телеканалів і стала єдиним кліпом групи на телеекранах.

## Презентація кліпу «Подружка»
Одним з проявів ексцентричності музикантів стала презентація першого кліпу на пісню «Подружка» у 2010 році. Журналісти музичних ЗМІ отримали запрошення на презентацію в ресторан «Семірамис». Офіційний початок було заплановано на восьму вечора, але і після двох годинного запізнення музиканти так і не з'явилися. Замість них до ресторану під'їхав кортеж, що складався з двох мікроавтобусів у супроводі міліцейського автомобіля. Вікна мікроавтобусів були затягнуті чорною світлонепроникною плівкою. Журналістів на цих мікроавтобусах в супроводі міліції вивезли з ресторану. По закінченню поїздки журналісти потрапили у велику залу, в якій на екрані 6×4 м їм було нарешті показано кліп.
Героїнею кліпу стала дівчинка, хворобою прикута до інвалідного крісла. Незважаючи на труднощі, вона не перестає радіти життю. Після закінчення кліпу на екрані з'явилося слайдшоу з фотографій, зроблених цим ввечером в ресторані «Семірамис», на яких журналісти побачили себе в розкішній обстановці ресторану. Контраст з кліпом був величезний. Після цього кліп було показано ще раз.
По закінченні заходу на журналістів чекали таксі. Всім, хто хотів поставити запитання, на вулиці актор в костюмі чорта роздавав прес-релізи, на яких було написано тільки адресу офіційного сайту групи і диски з записом кліпу «Подружка». Роздачу актор в костюмі супроводжував вигуками «Таксі оплачено! Забирайтеся всі геть! Ви мені набридли!». Самих музикантів на презентації журналісти так і не побачили.

## Дискографія
- 2004 — «#8 непарний»[5]
- 2005 — «#7 попередній»[6]
- 2007 — «#6 перевернутий»
- 2010 — «#5 Викинув ключку Н. Х. від Р. Х.»
- 2013 — «#4 Міжгалактичний коефіцієнт містера Еріусу»
- 2015 — «#3 Я — молодець!»
- 2016 — «#2 1987»
- 2020 – «#1 Літо вапоретто»